# Ophiopsammus assimilis
Ophiopsammus assimilis är en ormstjärneart som först beskrevs av Bell 1888.  Ophiopsammus assimilis ingår i släktet Ophiopsammus och familjen Ophiodermatidae. Inga underarter finns listade i Catalogue of Life.